# Charney Bassett
Charney Bassett – wieś w Anglii, w hrabstwie Oxfordshire, w dystrykcie Vale of White Horse. Leży 18 km na południowy zachód od Oksfordu i 94 km na zachód od Londynu. W 2001 miejscowość liczyła 271 mieszkańców.